# Cumulant
In de kansrekening worden de cumulanten van een stochastische variabele {\displaystyle X} of een kansverdeling voortgebracht door de cumulantgenererende functie {\displaystyle K_{X}}, gedefinieerd als de natuurlijke logaritme van de momentgenererende functie {\displaystyle M_{X}}, mits deze bestaat; dan is:
{\displaystyle K_{X}(t)=\ln M_{X}(t)=\ln \operatorname {E} \left(e^{tX}\right).}
De {\displaystyle n}-de cumulant {\displaystyle \kappa _{n}(X)} is dan gedefinieerd door:
{\displaystyle \kappa _{n}(X)={\frac {{\rm {d}}^{n}}{{\rm {d}}t^{n}}}K_{X}(t){\bigg |}_{t=0}}.
Directe berekening leert:
{\displaystyle \kappa _{1}(X)=\mathrm {E} X}
en
{\displaystyle \kappa _{2}(X)=\operatorname {var} (X)}.
Noemt men {\displaystyle \mathrm {E} X=\mu } en {\displaystyle \mathrm {var} (X)=\sigma ^{2}}, dan is de Maclaurinreeks-ontwikkeling van de cumulantgenererende functie:
{\displaystyle K(t)=\sum _{n=1}^{\infty }\kappa _{n}{\frac {t^{n}}{n!}}=\mu t+\sigma ^{2}{\frac {t^{2}}{2}}+\ldots .}
Op alternatieve wijze kunnen cumulanten ook gedefinieerd worden in termen van de karakteristieke functie
{\displaystyle \varphi _{X}(t)=\operatorname {E} \left(e^{itX}\right).}
Er geldt:
{\displaystyle \kappa _{n}(X)={\frac {1}{i^{n}}}{\frac {{\rm {d}}^{n}}{{\rm {d}}t^{n}}}\ln \varphi _{X}(t){\bigg |}_{t=0}}

## Voorbeelden
Voor de normale verdeling met parameters {\displaystyle \mu } en {\displaystyle \sigma ^{2}} is de momentgenererende functie:
{\displaystyle M(t)=e^{\mu t+{\frac {1}{2}}\sigma ^{2}t^{2}},}
zodat de cumulantgenererende functie gelijk is aan
{\displaystyle K(t)=\mu t+{\tfrac {1}{2}}\sigma ^{2}t^{2}.}
De cumulanten zijn dus:
{\displaystyle \kappa _{1}=\mu ,\quad \kappa _{2}=\sigma ^{2}} en voor {\displaystyle n\geq 3:\kappa _{n}=0}
Alle cumulanten van orde groter dan 2 zijn gelijk aan 0, een eigenschap die kenmerkend is voor de normale verdeling.
Voor de poissonverdeling is
{\displaystyle M(t)=\sum _{k=0}^{\infty }{\frac {\mu ^{k}}{k!}}e^{-\mu }e^{kt}=e^{-\mu }e^{\mu e^{t}}},
dus
{\displaystyle K(t)=\mu (e^{t}-1).}
Alle cumulanten zijn aan elkaar gelijk; voor alle {\displaystyle n} is:
{\displaystyle \kappa _{n}=\mu .}

## Eigenschappen

### Invariantie voor verschuivingen
Cumulanten worden wel als semi-invarianten van de kansdichtheid {\displaystyle f(x)} aangeduid, aangezien ze, met uitzondering van {\displaystyle \kappa _{1}}, bij een verschuiving van de verwachtingswaarde niet veranderen. Voor een willekeurige constante {\displaystyle c\in \mathbb {R} } geldt:
{\displaystyle \kappa _{1}(X+c)=\kappa _{1}(X)+c}
en voor {\displaystyle n>1}
{\displaystyle \kappa _{n}(X+c)=\kappa _{n}(X)}

### Homogeniteit
Die {\displaystyle n}-de cumulant is homogeen van de graad {\displaystyle n}. Voor een willekeurige constante {\displaystyle c\in \mathbb {R} } geldt:
{\displaystyle \kappa _{n}(cX)=c^{n}\kappa _{n}(X).}

### Additiviteit
Als {\displaystyle X_{1}} en {\displaystyle X_{2}} onderling onafhankelijke stochastische variabelen zijn, geldt, mits de cumulanten bestaan:
{\displaystyle \kappa _{n}(X_{1}+X_{2})=\kappa _{n}(X_{1})+\kappa _{n}(X_{2}).}
Analoog geldt voor een {\displaystyle n}-tal onderling onafhankelijke stochastische variabelen {\displaystyle X_{1},\ldots ,X_{n}}
{\displaystyle \kappa _{n}\left(\sum _{i=1}^{n}X_{i}\right)=\sum _{i=1}^{n}\kappa _{n}(X_{i})}
Deze eigenschappen volgen direct uit de definitie met behulp van de karakteristieke functie, aangezien de karakteristieke functie van de bovengenoemde sommen het product is van de afzonderlijke karakteristieke functies.

### Aantal cumulanten ongelijk aan 0
In het voorbeeld zijn slechts de eerste twee cumulanten van de normale verdeling ongelijk aan 0. Trivialerwijze zijn ook alle cumulanten behalve de eerste voor een ontaarde verdeling gelijk aan 0. Behalve deze twee gevallen bestaat er geen andere verdeling met slechts eindig veel cumulanten ongelijk aan 0

## Geschiedenis
Cumulanten en hun eigenschappen werden in 1889 voor het eerst beschreven door de Deense wiskundige Thorvald Nicolai Thiele in een in het Deens uitgegeven boek. Daardoor bleven de resultaten lange tijd onbekend, zodat Felix Hausdorff nog in 1901 deze kengetallen in een artikel als door hem 'nieuw ingevoerd' beschreef.